# Peeples Valley
Peeples Valley es un lugar designado por el censo (en inglés, census-designated place, CDP) situado en el condado de Yavapai, Arizona, Estados Unidos. Según el censo de 2020, tiene una población de 499 habitantes.

## Geografía
La localidad está ubicada en las coordenadas 34°16′38″N 112°45′55″O / 34.27722, -112.76528. Según la Oficina del Censo, tiene una superficie de 39.21 km², correspondientes en su totalidad a tierra firme.

## Demografía
Según el censo de 2020, hay 499 personas residiendo en Peeples Valley. La densidad de población es de 12.73 hab./km². El 91.6% de los habitantes son blancos, el 0.8% son amerindios, el 0.6% son asiáticos, el 1.2% son de otras razas y el 5.8% son de una mezcla de razas. Del total de la población, el 4.8% son hispanos o latinos de cualquier raza.